# Liposucción
La liposucción, es una técnica quirúrgica que se utiliza en cirugía estética y que permite un remodelado de la silueta a través de la extracción de grasa o tejido adiposo de diversos sitios del cuerpo usando una cánula o jeringa conectada a una máquina succionadora. Este procedimiento también puede ir asistido por ultrasonidos o láser que ayudan a que previamente se disuelva la grasa para hacer más fácil y menos agresiva su extracción.

## Historia
Hasta que apareció la liposucción, el exceso de grasa se trataba extirpándolo junto con la piel (dermolipectomias y abdominoplastias) dejando, en consecuencia, grandes cicatrices. Esta técnica fue inventada por el cirujano estético italiano Giorgio Fischer en 1974; posteriormente , fue el cirujano francés Gerard Yves Illouz el primero en hacerla con cánulas romas, en 1977
. Illouz acopló una cánula a un aspirador e introduciéndola bajo la piel, con movimientos de vaivén, el tejido graso era desprendido y aspirado.
Desde su introducción se han producido modificaciones y novedades en lo referente a cánulas, aspiradores, anestesia, y sobre todo, indicaciones más precisas. En 1985 el dermatólogo Jeffrey Klein inventa la liposucción tumescente o método húmedo.
Al principio esta intervención se practicaba con anestesia general. La liposucción era realizada sólo en las porciones más profundas de la grasa y se empleaban cánulas de gran diámetro. Si el cirujano se acercaba excesivamente a la piel existía, debido al tamaño de las cánulas, un alto riesgo de irregularidades. La intervención era muy traumática. Actualmente la mayoría de las intervenciones se realizan bajo anestesia local o loco-regional. Las cánulas son de pequeño diámetro, lo que permite realizar liposucciones superficiales con menor riesgo de irregularidades. La intervención se realiza de forma ambulatoria.

## Objetivos
La liposucción no debe considerarse como una cura de la obesidad, sino como una cirugía estética que podrá quitar la grasa acumulada que se encuentra en lugares indeseados. Habitualmente la liposucción se lleva a cabo en el abdomen, en las caderas y en los muslos, aunque también puede realizarse en otros lugares como brazos, rodillas, tobillos, papada o rostro.

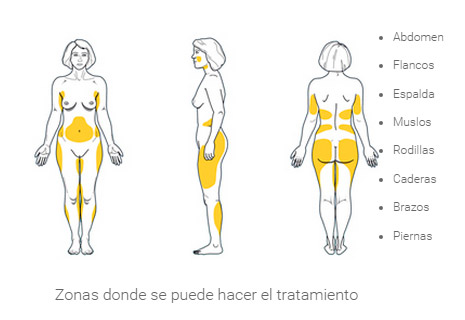
Zonas que se tratan en una lipoescultura

La cirugía estética debe realizarse en personas que gozan de un buen estado de salud. El propósito primordial es eliminar grasa corporal con el fin de eliminar lipodistrofias o celulitis, moldear el cuerpo del paciente y en menor medida reducir el peso, pues estrictamente no es un tratamiento para el control de la obesidad y el tejido adiposo no se extrae de todo el cuerpo, sino tan sólo de algunas zonas, siendo las más comunes el abdomen, los muslos, las nalgas, los brazos y el cuello.
La función primordial de la liposucción consiste en extraer la mayor parte posible de la grasa y tejido adiposo posible, disminuyendo así el volumen de la zona. Si este procedimiento se realiza extrayendo una pequeña cantidad de grasa existe la posibilidad de realizar una lipoescultura (o lipotransferencia) que consiste en recolocar parte de la grasa extraída e infiltrarla en otras zonas corporales para darles mejor volumen y forma con fines estéticos.

## Técnica
Durante la operación, el cirujano recorre primero con una cánula cada sector de la zona que se va a lipoaspirar (que ha sido previamente marcada) e inyectará una solución líquida. Esta solución está formada de anestesia, una droga que contrae los vasos sanguíneos y una solución salina que ayudará a desprender la grasa de la piel y del músculo, disolviéndola y convirtiéndola en un líquido viscoso. Más tarde, se procederá a retirar este líquido mediante un procedimiento de succión, a través de una cánula que previamente se ha introducido y que está conectada a una máquina de aspiración.
Una liposucción dura habitualmente entre 1 y 3 horas, aunque el tiempo definitivo dependerá del tipo de liposucción y la técnica que se va a utilizar. Como en cualquier otra cirugía, se utiliza anestesia local o general.
Se utilizan varias técnicas de liposucción: con jeringa, con ultrasonidos, la fibroliposucción o con la ayuda del láser.
La liposucción ultrasónica es aplicada en tratamientos corporales de lipodistrofias localizadas, celulitis y principalmente postliposucción, para reducir las irregularidades.  Los efectos clínicos de los ultrasonidos eran conocidos desde hacía tiempo en fisioterapia, donde se utilizaba el efecto de calentamiento generado por las ondas ultrasónicas en el tratamiento de lesiones músculo-esqueléticas. Basándose en este principio se desarrollan liposuctores ultrasónicos que realizan una destrucción selectiva de las células, preservando vasos y nervios. Esta especificidad es debida al distinto cociente de absorción de energía ultrasónica que presentan las células del cuerpo humano. En 1993 Zocchi desarrolló la técnica interna. En el 2000 un estudio (Lawrence y Cox) no indicó que la técnica con ultrasonido sea mejor que la convencional o que sea esencial para facilitar la extracción de grasa.

### Cuidados postoperatorios
Una vez terminada la liposucción, el paciente podrá volver a sus tareas habituales en un tiempo que dependerá de la operación que se ha realizado y del paciente (este periodo podrá variar entre uno y varios días). Durante las siguientes semanas, el paciente no deberá hacer esfuerzos y deberá proteger la zona lipoaspirada utilizando una faja postquirúrgica que recomendará el cirujano. También es importante que se utilice ropa adecuada que facilite la recuperación.
Como en toda cirugía, se requiere que se sigan al pie de la letra las recomendaciones del cirujano que realice el procedimiento.

## Complicaciones
Como todo procedimiento quirúrgico la liposucción tiene riesgos inherentes y que en la mayoría de casos pueden evitarse con una técnica quirúrgica meticulosa y un análisis prequirúrgico cuidadoso.
Las complicaciones mayores son la hemorragia que puede causar choque hipovolémico, la trombosis venosa y el subsecuente embolismo pulmonar así como embolismo graso, el edema pulmonar y el infarto cardíaco.
Localmente, en las áreas intervenidas, también se presentan deformidades o irregularidades del contorno, hipoestesia de la piel localizada sobre el área liposuccionada (que puede durar meses en recuperarse), equimosis extensas que pueden resolverse parcialmente quedando manchas por acumulación de hemosiderina, aparición de seromas, las infecciones que van desde las leves hasta las correspondientes a una fascitis necrotizante.
Los fallos en la técnica también puede llevar a asimetrías, quedando una zona del cuerpo más prominente que la otra, a sobrecorrección que deja una depresión en la piel y que luego hay que corregirla con un lipoimplante o a falta de corrección, teniendo que hacer una segunda liposucción.

## Mortalidad
La incidencia de mortalidad global se estimaba en 2 por 100 000; sin embargo, en reportes publicados recientemente se estima en 1 en 5200 casos aproximadamente. Un estudio, publicado por la Revista de la Sociedad Estadounidense de Cirujanos Plásticos y de Reconstrucción en el 2000, indicó que esta operación tiene una tasa de mortalidad entre 20 y 60 veces más alta que una intervención quirúrgica normal pues la tasa de mortalidad encontrada fue de 20 por cada 100 000 o de 1 por 5000 casos.